# Meet Danny Wilson
Meet Danny Wilson is een Amerikaanse film uit 1952 van Joseph Pevney met in de hoofdrollen Frank Sinatra en Shelley Winters.
De film is losjes gebaseerd op Sinatra's eigen beginjaren en zijn strijd om beroemd te worden. De productie vond plaats toen Sinatra's carrière als zanger een acteur een dieptepunt had bereikt en hij voorbij was gestreefd door nieuwe tieneridolen als Eddie Fischer. Vermoedelijk was dit de reden dat de film geen succes was in de bioscopen. Na het succes van Sinatra in 1953 met From Here to Eternity werd Meet Danny Wilson opnieuw uitgebracht en was toen wel korte tijd populair in de Amerikaanse bioscopen.

## Verhaal
Terwijl zanger Danny Wilson probeert om voet aan de grond te krijgen als zanger, wordt hij gedwarsboomd door derderangs managers die hem laag betaalde optredens geven. Gefrustreerd hierdoor raakt Danny regelmatig betrokken bij gevechten, waarbij zijn partner de pianist Michael Francis Ryan hem regelmatig uit de problemen moet helpen. Nadat ze voor de zoveelste keer uit een nachtclub zijn gegooid vanwege een vechtpartij ontmoeten ze zangeres Joy Carroll. Ze escorteren het meisje naar een bar waar ze ongestoord dronken kan worden. Maar de drank vuurt ook Danny aan en al snel slaat hij een politieagent, waarna hij samen met Ryan wordt opgepakt. Iemand betaalt hun borgsom en ze ontvangen een berichtje om gangster Nick Driscoll in zijn nachtclub te bezoeken. Driscoll is een fan van Danny en biedt hem een baantje aan tegen 50% van zijn komende inkomsten. Even later zien ze ook Joy en het blijkt dat zij heeft gezorgd voor de borgtocht en het contact met Driscoll. Hoewel Ryan hem waarschuwt dat Joy het vriendinnetje van Driscoll is, wordt Danny verliefd op het meisje en de liefde is wederzijds. In het daarop volgende jaar wordt Danny beroemd en heeft zijn eigen Broadwayshow. De helft van zijn verdiensten gaan nu naar Driscoll en dat zit hem niet lekker. Als Driscoll niet lang daarna moet onderduiken omdat hij wordt gezocht voor moord, probeert Danny onder het contract uit te komen. Ryan vindt het echter oneerlijk om zijn belofte aan Driscoll te breken. Hij wordt daarop door Danny in de val gelokt en door een stel schurken in elkaar geslagen. Joy verzorgt Ryan en biecht op dat ze van hem houdt en niet van Danny. Ryan wil echter niet het vriendinnetje van zijn beste vriend stelen en een woedende Joy loopt weg. In de weken daarna ontwijkt Joy Danny en die wordt steeds wanhopiger. Uiteindelijk zien ze elkaar op een feestje en zonder overleg met haar kondigt Danny aan dat hij zich met Joy zal verloven. Joy gaat naar de hotelkamer van Ryan en omhelst hem. Voordat Ryan haar kan wegduwen, komt Danny binnen. Hij is razend vanwege Joy's ontrouw en bedrinkt zich. Ryan is het nu zat en laat zijn contract met Danny ontbinden. Op dat moment komt Driscoll opdagen en eist zijn vijftig procent. Als Danny niet kan betalen trekt Driscoll een pistool en schiet. Hij raakt echter Ryan die tussen hen inspringt. Terwijl Ryan naar het ziekenhuis wordt gebracht, gaat Danny Driscoll achterna en confronteert hem. Hij wordt geholpen door de politie en de gangster wordt doodgeschoten. Danny weet nu dat hij bijna zijn beste vriend had verloren en beide mannen verzoenen zich. Joy en Ryan trouwen en begeleiden Danny bij zijn nieuwe optredens.

## Rolverdeling
| Acteur          | Personage            |
| --------------- | -------------------- |
| Frank Sinatra   | Danny Wilson         |
| Shelley Winters | Joy Carroll          |
| Alex Nicol      | Michael Francis Ryan |
| Raymond Burr    | Nick Driscoll        |
| Tommy Farrell   | Tommy Wells          |
| Vaugh Taylor    | T.W. Hatcher         |
| Donald MacBride | Sergeant Kelly       |
| Barbara Knudson | Marie                |

## Achtergrond
Frank Sinatra en zijn tegenspeelster Shelley Winters konden slecht met elkaar opschieten en maakten voortdurend ruzie tijdens de opnames. Winters werd zelf korte tijd geschorst toen ze weigerde om gelijk terug te vliegen van New York naar Los Angeles voor screentests en het passen van kostuums. Een aantal acteurs die bij Universal onder contract stonden zoals Tony Curtis en Jeff Chandler zijn in cameorollen te zien in een van de nachtclubscènes. De schietscène op het einde van de film werd opgenomen in en bij het Wrigley Field in Los Angeles.

## Muziek
De volgende liedjes zijn in de film te horen:
- "You're a Sweetheart" (Jimmy McHugh/Harold Adamson) Gezongen door Frank Sinatra
- "Lonesome Man Blues" (Sy Oliver) Gezongen door Frank Sinatra
- "She's Funny That Way" (Neil Moret/ Richard A. Whiting) Gezongen door Frank Sinatra
- "A Good Man Is Hard to Find" (Eddie Green) Gezongen door Frank Sinatra en Shelley Winters
- "That Old Black Magic" (Harold Arlen/Johnny Mercer) Gezongen door Frank Sinatra
- "When You're Smiling" (Mark Fisher/Joe Goodwin/ Larry Shay) Gezongen door Frank Sinatra
- "All of Me" (Gerald Marks/ Seymour Simons) Gezongen door Frank Sinatra
- "I've Got a Crush on You" (George Gershwin/Ira Gershwin) Gezongen door Frank Sinatra
- "How Deep Is the Ocean?" (Irving Berlin) Gezongen door Frank Sinatra